# Coupe de l'AFC 2016
Navigation
Édition précédente Édition suivante
La Coupe de l'AFC 2016 est la 13e édition de la seconde plus prestigieuse des compétitions inter-clubs asiatiques. Les équipes se sont qualifiées par le biais de leur championnat respectif ou en remportant leur coupe nationale. L'ensemble des pays concernés engage deux représentants (le champion et le vainqueur de la coupe, ou le deuxième du championnat en cas de doublé), excepté le Pakistan, le Bhoutan, le Laos, le Bangladesh, Macao et la Mongolie qui n'en ont qu'un seul.
La finale oppose deux formations atteignant pour la première fois de leur histoire ce niveau continental. À Doha au Qatar pour des raisons de sécurité,ce sont les Irakiens d'Al-Qowa Al-Jawiya qui s'imposent par le plus petit des scores face à l'équipe indienne du Bengaluru FC, tombeurs du tenant du titre, Johor Darul Ta'zim FC, en demi-finale. C'est le premier titre continental pour une formation irakienne et c'est également la première fois qu'une équipe indienne parvient en finale d'une compétition internationale.

## Participants
Les 40 équipes suivantes provenant de 23 associations entrent dans la compétition.
| Asie de l'ouest | Asie de l'ouest | Asie de l'ouest | Asie de l'ouest | Asie de l'ouest | Asie de l'ouest | Asie de l'ouest | Asie de l'ouest | Asie de l'est | Asie de l'est | Asie de l'est | Asie de l'est | Asie de l'est | Asie de l'est | Asie de l'est | Asie de l'est |
| Phase de groupes | Phase de groupes | Phase de groupes | Phase de groupes | Phase de groupes | Phase de groupes | Phase de groupes | Phase de groupes | Phase de groupes | Phase de groupes | Phase de groupes | Phase de groupes | Phase de groupes | Phase de groupes | Phase de groupes | Phase de groupes |
| --- | --- | --- | --- | --- | --- | --- | --- | --- | --- | --- | --- | --- | --- | --- | --- |
| - Naft Al-Wasat Champion d'Irak en 2014-2015 - Al-Quwa Al-Jawiya Vice-champion d'Irak en 2014-2015 - Al-Weehdat Champion de Jordanie en 2014-2015 - Al-Faisaly Vainqueur de la coupe de Jordanie 2015 - Al Oruba Sur Champion d'Oman en 2014-2015 - Fanja Club Vice-champion d'Oman en 2014-2015 - Al Muharraq Champion de Bahreïn en 2014-2015 - Al Ahed Champion du Liban en 2014-2015 - Al Jaish Damas Champion de Syrie en 2014-2015 - Shabab Al-Dhahiriya Champion de Palestine en 2014-2015 - Istiqlol Douchanbé Champion du Tadjikistan en 2015 - FK Altyn Asyr Champion du Turkménistan en 2015 | - Naft Al-Wasat Champion d'Irak en 2014-2015 - Al-Quwa Al-Jawiya Vice-champion d'Irak en 2014-2015 - Al-Weehdat Champion de Jordanie en 2014-2015 - Al-Faisaly Vainqueur de la coupe de Jordanie 2015 - Al Oruba Sur Champion d'Oman en 2014-2015 - Fanja Club Vice-champion d'Oman en 2014-2015 - Al Muharraq Champion de Bahreïn en 2014-2015 - Al Ahed Champion du Liban en 2014-2015 - Al Jaish Damas Champion de Syrie en 2014-2015 - Shabab Al-Dhahiriya Champion de Palestine en 2014-2015 - Istiqlol Douchanbé Champion du Tadjikistan en 2015 - FK Altyn Asyr Champion du Turkménistan en 2015 | - Naft Al-Wasat Champion d'Irak en 2014-2015 - Al-Quwa Al-Jawiya Vice-champion d'Irak en 2014-2015 - Al-Weehdat Champion de Jordanie en 2014-2015 - Al-Faisaly Vainqueur de la coupe de Jordanie 2015 - Al Oruba Sur Champion d'Oman en 2014-2015 - Fanja Club Vice-champion d'Oman en 2014-2015 - Al Muharraq Champion de Bahreïn en 2014-2015 - Al Ahed Champion du Liban en 2014-2015 - Al Jaish Damas Champion de Syrie en 2014-2015 - Shabab Al-Dhahiriya Champion de Palestine en 2014-2015 - Istiqlol Douchanbé Champion du Tadjikistan en 2015 - FK Altyn Asyr Champion du Turkménistan en 2015 | - Naft Al-Wasat Champion d'Irak en 2014-2015 - Al-Quwa Al-Jawiya Vice-champion d'Irak en 2014-2015 - Al-Weehdat Champion de Jordanie en 2014-2015 - Al-Faisaly Vainqueur de la coupe de Jordanie 2015 - Al Oruba Sur Champion d'Oman en 2014-2015 - Fanja Club Vice-champion d'Oman en 2014-2015 - Al Muharraq Champion de Bahreïn en 2014-2015 - Al Ahed Champion du Liban en 2014-2015 - Al Jaish Damas Champion de Syrie en 2014-2015 - Shabab Al-Dhahiriya Champion de Palestine en 2014-2015 - Istiqlol Douchanbé Champion du Tadjikistan en 2015 - FK Altyn Asyr Champion du Turkménistan en 2015 | - Naft Al-Wasat Champion d'Irak en 2014-2015 - Al-Quwa Al-Jawiya Vice-champion d'Irak en 2014-2015 - Al-Weehdat Champion de Jordanie en 2014-2015 - Al-Faisaly Vainqueur de la coupe de Jordanie 2015 - Al Oruba Sur Champion d'Oman en 2014-2015 - Fanja Club Vice-champion d'Oman en 2014-2015 - Al Muharraq Champion de Bahreïn en 2014-2015 - Al Ahed Champion du Liban en 2014-2015 - Al Jaish Damas Champion de Syrie en 2014-2015 - Shabab Al-Dhahiriya Champion de Palestine en 2014-2015 - Istiqlol Douchanbé Champion du Tadjikistan en 2015 - FK Altyn Asyr Champion du Turkménistan en 2015 | - Naft Al-Wasat Champion d'Irak en 2014-2015 - Al-Quwa Al-Jawiya Vice-champion d'Irak en 2014-2015 - Al-Weehdat Champion de Jordanie en 2014-2015 - Al-Faisaly Vainqueur de la coupe de Jordanie 2015 - Al Oruba Sur Champion d'Oman en 2014-2015 - Fanja Club Vice-champion d'Oman en 2014-2015 - Al Muharraq Champion de Bahreïn en 2014-2015 - Al Ahed Champion du Liban en 2014-2015 - Al Jaish Damas Champion de Syrie en 2014-2015 - Shabab Al-Dhahiriya Champion de Palestine en 2014-2015 - Istiqlol Douchanbé Champion du Tadjikistan en 2015 - FK Altyn Asyr Champion du Turkménistan en 2015 | - Naft Al-Wasat Champion d'Irak en 2014-2015 - Al-Quwa Al-Jawiya Vice-champion d'Irak en 2014-2015 - Al-Weehdat Champion de Jordanie en 2014-2015 - Al-Faisaly Vainqueur de la coupe de Jordanie 2015 - Al Oruba Sur Champion d'Oman en 2014-2015 - Fanja Club Vice-champion d'Oman en 2014-2015 - Al Muharraq Champion de Bahreïn en 2014-2015 - Al Ahed Champion du Liban en 2014-2015 - Al Jaish Damas Champion de Syrie en 2014-2015 - Shabab Al-Dhahiriya Champion de Palestine en 2014-2015 - Istiqlol Douchanbé Champion du Tadjikistan en 2015 - FK Altyn Asyr Champion du Turkménistan en 2015 | - Naft Al-Wasat Champion d'Irak en 2014-2015 - Al-Quwa Al-Jawiya Vice-champion d'Irak en 2014-2015 - Al-Weehdat Champion de Jordanie en 2014-2015 - Al-Faisaly Vainqueur de la coupe de Jordanie 2015 - Al Oruba Sur Champion d'Oman en 2014-2015 - Fanja Club Vice-champion d'Oman en 2014-2015 - Al Muharraq Champion de Bahreïn en 2014-2015 - Al Ahed Champion du Liban en 2014-2015 - Al Jaish Damas Champion de Syrie en 2014-2015 - Shabab Al-Dhahiriya Champion de Palestine en 2014-2015 - Istiqlol Douchanbé Champion du Tadjikistan en 2015 - FK Altyn Asyr Champion du Turkménistan en 2015 | - Kitchee SC Champion de Hong Kong en 2014-2015 - South China Vainqueur des séries Hong Kong en 2014-2015 - Yangon United Champion de Birmanie en 2015 - Ayeyawady United Vainqueur de la coupe de Birmanie 2015 - Johor FC Champion de Malaisie en 2015 - Selangor FA Vice-champion du Malaisie en 2015 - Mohun Bagan Champion d'Inde en 2014-2015 - Bengaluru FC Vainqueur de la Coupe d'Inde 2015 - Tampines Rovers Vice-champion de Singapour en 2015 - Balestier Khalsa 4e de Singapour en 2015 - New Radiant Champion des Maldives en 2015 - Maziya Vainqueur de la coupe des Maldives 2015 - Ceres FC Champion des Philippines en 2015 - Kaya FC Vainqueur de la coupe des Philippines en 2015 - Lao Toyota FC Champion du Laos 2015 | - Kitchee SC Champion de Hong Kong en 2014-2015 - South China Vainqueur des séries Hong Kong en 2014-2015 - Yangon United Champion de Birmanie en 2015 - Ayeyawady United Vainqueur de la coupe de Birmanie 2015 - Johor FC Champion de Malaisie en 2015 - Selangor FA Vice-champion du Malaisie en 2015 - Mohun Bagan Champion d'Inde en 2014-2015 - Bengaluru FC Vainqueur de la Coupe d'Inde 2015 - Tampines Rovers Vice-champion de Singapour en 2015 - Balestier Khalsa 4e de Singapour en 2015 - New Radiant Champion des Maldives en 2015 - Maziya Vainqueur de la coupe des Maldives 2015 - Ceres FC Champion des Philippines en 2015 - Kaya FC Vainqueur de la coupe des Philippines en 2015 - Lao Toyota FC Champion du Laos 2015 | - Kitchee SC Champion de Hong Kong en 2014-2015 - South China Vainqueur des séries Hong Kong en 2014-2015 - Yangon United Champion de Birmanie en 2015 - Ayeyawady United Vainqueur de la coupe de Birmanie 2015 - Johor FC Champion de Malaisie en 2015 - Selangor FA Vice-champion du Malaisie en 2015 - Mohun Bagan Champion d'Inde en 2014-2015 - Bengaluru FC Vainqueur de la Coupe d'Inde 2015 - Tampines Rovers Vice-champion de Singapour en 2015 - Balestier Khalsa 4e de Singapour en 2015 - New Radiant Champion des Maldives en 2015 - Maziya Vainqueur de la coupe des Maldives 2015 - Ceres FC Champion des Philippines en 2015 - Kaya FC Vainqueur de la coupe des Philippines en 2015 - Lao Toyota FC Champion du Laos 2015 | - Kitchee SC Champion de Hong Kong en 2014-2015 - South China Vainqueur des séries Hong Kong en 2014-2015 - Yangon United Champion de Birmanie en 2015 - Ayeyawady United Vainqueur de la coupe de Birmanie 2015 - Johor FC Champion de Malaisie en 2015 - Selangor FA Vice-champion du Malaisie en 2015 - Mohun Bagan Champion d'Inde en 2014-2015 - Bengaluru FC Vainqueur de la Coupe d'Inde 2015 - Tampines Rovers Vice-champion de Singapour en 2015 - Balestier Khalsa 4e de Singapour en 2015 - New Radiant Champion des Maldives en 2015 - Maziya Vainqueur de la coupe des Maldives 2015 - Ceres FC Champion des Philippines en 2015 - Kaya FC Vainqueur de la coupe des Philippines en 2015 - Lao Toyota FC Champion du Laos 2015 | - Kitchee SC Champion de Hong Kong en 2014-2015 - South China Vainqueur des séries Hong Kong en 2014-2015 - Yangon United Champion de Birmanie en 2015 - Ayeyawady United Vainqueur de la coupe de Birmanie 2015 - Johor FC Champion de Malaisie en 2015 - Selangor FA Vice-champion du Malaisie en 2015 - Mohun Bagan Champion d'Inde en 2014-2015 - Bengaluru FC Vainqueur de la Coupe d'Inde 2015 - Tampines Rovers Vice-champion de Singapour en 2015 - Balestier Khalsa 4e de Singapour en 2015 - New Radiant Champion des Maldives en 2015 - Maziya Vainqueur de la coupe des Maldives 2015 - Ceres FC Champion des Philippines en 2015 - Kaya FC Vainqueur de la coupe des Philippines en 2015 - Lao Toyota FC Champion du Laos 2015 | - Kitchee SC Champion de Hong Kong en 2014-2015 - South China Vainqueur des séries Hong Kong en 2014-2015 - Yangon United Champion de Birmanie en 2015 - Ayeyawady United Vainqueur de la coupe de Birmanie 2015 - Johor FC Champion de Malaisie en 2015 - Selangor FA Vice-champion du Malaisie en 2015 - Mohun Bagan Champion d'Inde en 2014-2015 - Bengaluru FC Vainqueur de la Coupe d'Inde 2015 - Tampines Rovers Vice-champion de Singapour en 2015 - Balestier Khalsa 4e de Singapour en 2015 - New Radiant Champion des Maldives en 2015 - Maziya Vainqueur de la coupe des Maldives 2015 - Ceres FC Champion des Philippines en 2015 - Kaya FC Vainqueur de la coupe des Philippines en 2015 - Lao Toyota FC Champion du Laos 2015 | - Kitchee SC Champion de Hong Kong en 2014-2015 - South China Vainqueur des séries Hong Kong en 2014-2015 - Yangon United Champion de Birmanie en 2015 - Ayeyawady United Vainqueur de la coupe de Birmanie 2015 - Johor FC Champion de Malaisie en 2015 - Selangor FA Vice-champion du Malaisie en 2015 - Mohun Bagan Champion d'Inde en 2014-2015 - Bengaluru FC Vainqueur de la Coupe d'Inde 2015 - Tampines Rovers Vice-champion de Singapour en 2015 - Balestier Khalsa 4e de Singapour en 2015 - New Radiant Champion des Maldives en 2015 - Maziya Vainqueur de la coupe des Maldives 2015 - Ceres FC Champion des Philippines en 2015 - Kaya FC Vainqueur de la coupe des Philippines en 2015 - Lao Toyota FC Champion du Laos 2015 | - Kitchee SC Champion de Hong Kong en 2014-2015 - South China Vainqueur des séries Hong Kong en 2014-2015 - Yangon United Champion de Birmanie en 2015 - Ayeyawady United Vainqueur de la coupe de Birmanie 2015 - Johor FC Champion de Malaisie en 2015 - Selangor FA Vice-champion du Malaisie en 2015 - Mohun Bagan Champion d'Inde en 2014-2015 - Bengaluru FC Vainqueur de la Coupe d'Inde 2015 - Tampines Rovers Vice-champion de Singapour en 2015 - Balestier Khalsa 4e de Singapour en 2015 - New Radiant Champion des Maldives en 2015 - Maziya Vainqueur de la coupe des Maldives 2015 - Ceres FC Champion des Philippines en 2015 - Kaya FC Vainqueur de la coupe des Philippines en 2015 - Lao Toyota FC Champion du Laos 2015 |
| Tour de barrages | | | | | | | | | | | | | | | |
| - Al Hidd Vainqueur de la coupe de Bahreïn 2015 - Tripoli SC Vainqueur de la coupe du Liban 2015 - Al Wahda Vainqueur de la coupe de Syrie 2015 - Ahli Al-Khaleel Vainqueur de la coupe de Palestine 2015 - FK Khodjent Vice-champion du Tadjikistan en 2015 - FC Balkan Vice-champion du Turkménistan en 2015 - Alay Och Champion du Kirghizistan en 2015 | - Al Hidd Vainqueur de la coupe de Bahreïn 2015 - Tripoli SC Vainqueur de la coupe du Liban 2015 - Al Wahda Vainqueur de la coupe de Syrie 2015 - Ahli Al-Khaleel Vainqueur de la coupe de Palestine 2015 - FK Khodjent Vice-champion du Tadjikistan en 2015 - FC Balkan Vice-champion du Turkménistan en 2015 - Alay Och Champion du Kirghizistan en 2015 | - Al Hidd Vainqueur de la coupe de Bahreïn 2015 - Tripoli SC Vainqueur de la coupe du Liban 2015 - Al Wahda Vainqueur de la coupe de Syrie 2015 - Ahli Al-Khaleel Vainqueur de la coupe de Palestine 2015 - FK Khodjent Vice-champion du Tadjikistan en 2015 - FC Balkan Vice-champion du Turkménistan en 2015 - Alay Och Champion du Kirghizistan en 2015 | - Al Hidd Vainqueur de la coupe de Bahreïn 2015 - Tripoli SC Vainqueur de la coupe du Liban 2015 - Al Wahda Vainqueur de la coupe de Syrie 2015 - Ahli Al-Khaleel Vainqueur de la coupe de Palestine 2015 - FK Khodjent Vice-champion du Tadjikistan en 2015 - FC Balkan Vice-champion du Turkménistan en 2015 - Alay Och Champion du Kirghizistan en 2015 | - Al Hidd Vainqueur de la coupe de Bahreïn 2015 - Tripoli SC Vainqueur de la coupe du Liban 2015 - Al Wahda Vainqueur de la coupe de Syrie 2015 - Ahli Al-Khaleel Vainqueur de la coupe de Palestine 2015 - FK Khodjent Vice-champion du Tadjikistan en 2015 - FC Balkan Vice-champion du Turkménistan en 2015 - Alay Och Champion du Kirghizistan en 2015 | - Al Hidd Vainqueur de la coupe de Bahreïn 2015 - Tripoli SC Vainqueur de la coupe du Liban 2015 - Al Wahda Vainqueur de la coupe de Syrie 2015 - Ahli Al-Khaleel Vainqueur de la coupe de Palestine 2015 - FK Khodjent Vice-champion du Tadjikistan en 2015 - FC Balkan Vice-champion du Turkménistan en 2015 - Alay Och Champion du Kirghizistan en 2015 | - Al Hidd Vainqueur de la coupe de Bahreïn 2015 - Tripoli SC Vainqueur de la coupe du Liban 2015 - Al Wahda Vainqueur de la coupe de Syrie 2015 - Ahli Al-Khaleel Vainqueur de la coupe de Palestine 2015 - FK Khodjent Vice-champion du Tadjikistan en 2015 - FC Balkan Vice-champion du Turkménistan en 2015 - Alay Och Champion du Kirghizistan en 2015 | - Al Hidd Vainqueur de la coupe de Bahreïn 2015 - Tripoli SC Vainqueur de la coupe du Liban 2015 - Al Wahda Vainqueur de la coupe de Syrie 2015 - Ahli Al-Khaleel Vainqueur de la coupe de Palestine 2015 - FK Khodjent Vice-champion du Tadjikistan en 2015 - FC Balkan Vice-champion du Turkménistan en 2015 - Alay Och Champion du Kirghizistan en 2015 | Aucun club | Aucun club | Aucun club | Aucun club | Aucun club | Aucun club | Aucun club | Aucun club |
| Tour préliminaire (2015) | | | | | | | | | | | | | | | |
| - Alga Bichkek 3e du Kirghizistan en 2014 - Sheikh Jamal Champion du Bangladesh en 2013-2014 - K-Electric Champion du Pakistan en 2014-2015 - SL Benfica Champion de Macao en 2015 - Khoromkhon Champion de Mongolie en 2014 - Druk United Champion du Bhoutan en 2014 | | | | | | | | | | | | | | | |

## Calendrier
| Nom                                             | Tirage au sort            | Date aller                        | Date retour                       | Équipes participantes     | Équipes restantes         |
| Phase préliminaire (2015)                       | Phase préliminaire (2015) | Phase préliminaire (2015)         | Phase préliminaire (2015)         | Phase préliminaire (2015) | Phase préliminaire (2015) |
| ----------------------------------------------- | ------------------------- | --------------------------------- | --------------------------------- | ------------------------- | ------------------------- |
| Tour préliminaire                               |                           | 11-13-15 août 2015                | 11-13-15 août 2015                | 6                         | 2                         |
| Tour de barrages                                |                           | 9 février                         | 9 février                         | 8                         | 4                         |
| Phase de groupes                                |                           |                                   |                                   |                           |                           |
| Journées 1 et 4 Journées 2 et 5 Journées 3 et 6 |                           | 23-24 février 8-9 mars 15-16 mars | 12-13 avril 26-27 avril 10-11 mai | 32                        | 32 à 16                   |
| Phase finale                                    |                           |                                   |                                   |                           |                           |
| Huitièmes de finale                             |                           | 24-25 mai                         | 24-25 mai                         | 16                        | 16 à 8                    |
| Quarts de finale                                |                           | 13-14 septembre                   | 20-21 septembre                   | 8                         | 8 à 4                     |
| Demi-finales                                    | 27-28 septembre           | 18-29 octobre                     | 4                                 | 4 à 2                     |                           |
| Finale                                          | 5 novembre                | 5 novembre                        | 2                                 | 2 à 1                     |                           |

## Résultats

### Tour préliminaire
Dans chaque groupe, les équipes se rencontrent une seule fois sur un terrain prédéterminé à l'avance (Thimphou au Bhoutan pour le groupe A et Bichkek au Kirghizistan pour le groupe B). Le vainqueur de chaque groupe progresse dans la compétition en fonction de sa situation géographique.

#### Groupe A
| Rang | Équipe      | Pts | J | G | N | P | Bp | Bc | Diff |  | Résultats (▼ dom., ► ext.) |  |     |     |
| ---- | ----------- | --- | - | - | - | - | -- | -- | ---- |  | -------------------------- |  | --- | --- |
| 1    | K-Electric  | 4   | 2 | 1 | 1 | 0 | 4  | 3  | +1   |  | K-Electric                 |  | 3-3 | 1-0 |
| 2    | Druk United | 2   | 2 | 0 | 2 | 0 | 3  | 3  | 0    |  | Druk United                |  |     | 0-0 |
| 3    | Khoromkhon  | 1   | 2 | 0 | 1 | 1 | 0  | 1  | -1   |  | Khoromkhon                 |  |     |     |

#### Groupe B
| Rang | Équipe       | Pts | J | G | N | P | Bp | Bc | Diff |  | Résultats (▼ dom., ► ext.) |  |     |     |
| ---- | ------------ | --- | - | - | - | - | -- | -- | ---- |  | -------------------------- |  | --- | --- |
| 1    | Sheikh Jamal | 4   | 2 | 1 | 1 | 0 | 5  | 2  | +3   |  | Sheikh Jamal               |  | 1-1 | 4-1 |
| 2    | Alga Bichkek | 4   | 2 | 1 | 1 | 0 | 3  | 1  | +2   |  | Alga Bichkek               |  |     | 2-0 |
| 3    | SL Benfica   | 0   | 2 | 0 | 0 | 2 | 1  | 6  | -5   |  | SL Benfica                 |  |     |     |

### Barrages
Les barrages se jouent sur une unique rencontre le 9 février 2016. Le vainqueur de chaque affrontement obtient une place dans la phase de groupes. Les confrontations sont déterminées par l'AFC en fonction du classement des pays dont les clubs dépendent, le mieux classé accueillant le moins bien classé.
| Équipe 1              | Résultat      | Équipe 2      |
| --------------------- | ------------- | ------------- |
| Al Hidd SCC           | 2 - 0         | K-Electric FC |
| Tripoli Sporting Club | 0 - 0 7-6 tab | FC Alay Och   |
| Al Wahda Club         | 2 - 0         | FC Balkan     |
| Ahli Al-Khaleel       | 1 - 0         | FK Khodjent   |

### Phase de groupes
Légende des classements
- Qualifié pour les huitièmes de finale

Légende des résultats
- Victoire à domicile
- Match nul
- Victoire à l'extérieur

#### Groupe A
| Rang | Équipe        | Pts | J | G | N | P | Bp | Bc | Diff |  | Résultats (▼ dom., ► ext.) |     |     |     |     |
| ---- | ------------- | --- | - | - | - | - | -- | -- | ---- |  | -------------------------- | --- | --- | --- | --- |
| 1    | Al Ahed       | 12  | 6 | 4 | 0 | 2 | 14 | 9  | +5   |  | Al Ahed                    | 3-2 |     | 3-0 | 1-0 |
| 2    | Al-Weehdat    | 8   | 6 | 2 | 2 | 2 | 10 | 12 | -2   |  | Al-Weehdat                 |     | 3-2 | 1-1 | 2-0 |
| 3    | Al Hidd       | 7   | 6 | 2 | 1 | 3 | 11 | 12 | -1   |  | Al Hidd                    | 6-2 | 2-5 | 1-1 |     |
| 4    | FK Altyn Asyr | 6   | 6 | 1 | 3 | 2 | 5  | 7  | -2   |  | FK Altyn Asyr              | 0-0 | 2-0 |     | 1-2 |

#### Groupe B
| Rang | Équipe                | Pts | J | G | N | P | Bp | Bc | Diff |  | Résultats (▼ dom., ► ext.) |     |     |     |     |
| ---- | --------------------- | --- | - | - | - | - | -- | -- | ---- |  | -------------------------- | --- | --- | --- | --- |
| 1    | Naft Al-Wasat         | 15  | 6 | 5 | 0 | 1 | 9  | 3  | +6   |  | Naft Al-Wasat              |     | 1-0 | 2-0 | 1-0 |
| 2    | Al-Faisaly            | 11  | 6 | 3 | 2 | 1 | 10 | 6  | +4   |  | Al-Faisaly                 | 2-1 |     | 4-2 | 3-1 |
| 3    | Tripoli Sporting Club | 7   | 6 | 2 | 1 | 3 | 8  | 10 | -2   |  | Tripoli Sporting Club      | 1-3 | 1-1 | 2-1 |     |
| 4    | Istiqlol Douchanbé    | 1   | 6 | 0 | 1 | 5 | 4  | 12 | -8   |  | Istiqlol Douchanbé         | 0-1 | 0-0 |     | 1-3 |

#### Groupe C
| Rang | Équipe              | Pts | J | G | N | P | Bp | Bc | Diff |  | Résultats (▼ dom., ► ext.) |     |     |     |     |
| ---- | ------------------- | --- | - | - | - | - | -- | -- | ---- |  | -------------------------- | --- | --- | --- | --- |
| 1    | Al-Quwa Al-Jawiya   | 15  | 6 | 5 | 0 | 1 | 15 | 7  | +8   |  | Al-Quwa Al-Jawiya          | 2-1 |     | 4-1 | 1-0 |
| 2    | Al Wahda            | 12  | 6 | 4 | 0 | 2 | 14 | 6  | +8   |  | Al Wahda                   | 2-1 | 5-2 | 3-0 |     |
| 3    | Shabab Al-Dhahiriya | 4   | 6 | 1 | 1 | 4 | 4  | 13 | -9   |  | Shabab Al-Dhahiriya        | 2-0 | 0-2 |     | 0-3 |
| 4    | Al Oruba Sur        | 4   | 6 | 1 | 1 | 4 | 5  | 12 | -7   |  | Al Oruba Sur               |     | 0-4 | 1-1 | 2-1 |

#### Groupe D
| Rang | Équipe          | Pts | J | G | N | P | Bp | Bc | Diff |  | Résultats (▼ dom., ► ext.) |     |     |     |     |
| ---- | --------------- | --- | - | - | - | - | -- | -- | ---- |  | -------------------------- | --- | --- | --- | --- |
| 1    | Al Muharraq     | 16  | 6 | 5 | 1 | 0 | 9  | 3  | +6   |  | Al Muharraq                |     | 1-0 | 1-0 | 2-1 |
| 2    | Al Jaish Damas  | 10  | 6 | 3 | 1 | 2 | 5  | 3  | +2   |  | Al Jaish Damas             | 0-2 | 1-0 |     | 1-0 |
| 3    | Ahli Al-Khaleel | 5   | 6 | 1 | 2 | 3 | 7  | 11 | -4   |  | Ahli Al-Khaleel            | 1-1 | 2-1 | 0-3 |     |
| 4    | Fanja Club      | 2   | 6 | 0 | 2 | 4 | 5  | 9  | -4   |  | Fanja Club                 | 1-2 |     | 0-0 | 3-3 |

#### Groupe E
| Rang | Équipe          | Pts | J | G | N | P | Bp | Bc | Diff |  | Résultats (▼ dom., ► ext.) |     |     |     |     |
| ---- | --------------- | --- | - | - | - | - | -- | -- | ---- |  | -------------------------- | --- | --- | --- | --- |
| 1    | Ceres FC        | 12  | 6 | 3 | 3 | 0 | 12 | 4  | +8   |  | Ceres FC                   | 2-2 | 2-1 |     | 5-0 |
| 2    | Tampines Rovers | 10  | 6 | 3 | 1 | 2 | 10 | 6  | +4   |  | Tampines Rovers            |     | 1-0 | 1-1 | 4-0 |
| 3    | Selangor FA     | 8   | 6 | 2 | 2 | 2 | 8  | 8  | 0    |  | Selangor FA                | 0-1 |     | 0-0 | 2-1 |
| 4    | Sheikh Jamal    | 3   | 6 | 1 | 0 | 5 | 7  | 19 | -12  |  | Sheikh Jamal               | 3-2 | 3-4 | 0-2 |     |

#### Groupe F
| Rang | Équipe           | Pts | J | G | N | P | Bp | Bc | Diff |  | Résultats (▼ dom., ► ext.) |     |     |     |     |
| ---- | ---------------- | --- | - | - | - | - | -- | -- | ---- |  | -------------------------- | --- | --- | --- | --- |
| 1    | Kitchee SC       | 13  | 6 | 4 | 1 | 1 | 8  | 1  | +7   |  | Kitchee SC                 |     | 4-0 | 0-0 | 1-0 |
| 2    | Kaya FC          | 10  | 6 | 3 | 1 | 2 | 5  | 2  | +3   |  | Kaya FC                    | 0-1 | 1-0 | 1-0 |     |
| 3    | Balestier Khalsa | 7   | 6 | 2 | 1 | 3 | 6  | 10 | -4   |  | Balestier Khalsa           | 1-0 |     | 3-0 | 0-3 |
| 4    | New Radiant      | 3   | 6 | 0 | 3 | 3 | 2  | 8  | -6   |  | New Radiant                | 0-2 | 2-2 |     | 0-0 |

#### Groupe G
| Rang | Équipe        | Pts | J | G | N | P | Bp | Bc | Diff |  | Résultats (▼ dom., ► ext.) |     |     |     |     |
| ---- | ------------- | --- | - | - | - | - | -- | -- | ---- |  | -------------------------- | --- | --- | --- | --- |
| 1    | Mohun Bagan   | 11  | 6 | 3 | 2 | 1 | 14 | 9  | +5   |  | Mohun Bagan                |     | 0-3 | 3-2 | 5-2 |
| 2    | South China   | 9   | 6 | 3 | 0 | 3 | 9  | 9  | 0    |  | South China                | 0-4 |     | 2-1 | 2-0 |
| 3    | Yangon United | 8   | 6 | 2 | 2 | 2 | 10 | 10 | 0    |  | Yangon United              | 1-1 | 2-1 |     | 3-2 |
| 4    | Maziya        | 5   | 6 | 1 | 2 | 3 | 8  | 13 | -5   |  | Maziya                     | 1-1 | 2-1 | 1-1 |     |

#### Groupe H
| Rang | Équipe           | Pts | J | G | N | P | Bp | Bc | Diff |  | Résultats (▼ dom., ► ext.) |     |     |     |     |
| ---- | ---------------- | --- | - | - | - | - | -- | -- | ---- |  | -------------------------- | --- | --- | --- | --- |
| 1    | Johor FCT        | 18  | 6 | 6 | 0 | 0 | 21 | 3  | +18  |  | Johor FCT                  |     | 3-0 | 8-1 | 3-0 |
| 2    | Bengaluru FC     | 9   | 6 | 3 | 0 | 3 | 9  | 10 | -1   |  | Bengaluru FC               | 0-1 |     | 5-3 | 2-1 |
| 3    | Ayeyawady United | 6   | 6 | 2 | 0 | 4 | 12 | 20 | -8   |  | Ayeyawady United           | 1-2 | 0-1 |     | 4-2 |
| 4    | Lao Toyota FC    | 3   | 6 | 1 | 0 | 5 | 8  | 17 | -9   |  | Lao Toyota FC              | 1-4 | 2-1 | 2-3 |     |

### Phase finale

#### Huitièmes de finale
| Équipe 1               | Résultat | Équipe 2        |
| ---------------------- | -------- | --------------- |
| Al Ahed                | 4 – 0    | Al Wahda        |
| Al-Qowa Al-Jawiya      | 2 – 1    | Al-Weehdat      |
| Naft Al-Wasat          | 0 – 1    | Al Jaish Damas  |
| Al Muharraq            | 1 – 0    | Al-Faisaly      |
| Ceres FC               | 0 – 1 ap | South China     |
| Mohun Bagan            | 1 – 2 ap | Tampines Rovers |
| Kitchee SC             | 2 - 3    | Bengaluru FC    |
| Johor Darul Ta'zim FCT | 7 - 2    | Kaya FC         |

#### Quarts de finale
| Équipe            | Aller           | Total           | Retour          | Équipe                  |
| Asie de l'Ouest   | Asie de l'Ouest | Asie de l'Ouest | Asie de l'Ouest | Asie de l'Ouest         |
| ----------------- | --------------- | --------------- | --------------- | ----------------------- |
| Al-Qowa Al-Jawiya | 1 – 1           | 5 – 1           | 4 – 0           | Al Jaish Damas          |
| Al Ahed Beyrouth  | 1 – 0           | 3 – 0           | 2 – 0           | Al Muharraq Club        |
| Asie de l'Est     |                 |                 |                 |                         |
| South China AA    | 1 – 1           | 2 – 3           | 1 – 2           | Johor Darul Ta'zim FC T |
| Bengaluru FC      | 1 – 0           | 1 – 0           | 0 – 0           | Tampines Rovers         |

#### Demi-finales
| Équipe                 | Aller           | Total           | Retour          | Équipe           |
| Asie de l'Ouest        | Asie de l'Ouest | Asie de l'Ouest | Asie de l'Ouest | Asie de l'Ouest  |
| ---------------------- | --------------- | --------------- | --------------- | ---------------- |
| Al-Qowa Al-Jawiya      | 1 – 1           | 4 – 3           | 3 – 2           | Al Ahed Beyrouth |
| Asie de l'Est          |                 |                 |                 |                  |
| Johor Darul Ta'zim FCT | 1 – 1           | 2 – 4           | 1 – 3           | Bengaluru FC     |

#### Finale
| 5 novembre 2016 | Al-Qowa Al-Jawiya | 1 - 0 | Bengaluru FC | Qatar SC Stadium, Doha                         |                                                |
| 19:00           | Ahmad 70e         |       |              | Spectateurs : 5 806 Arbitrage : Kim Jong-hyeok | Spectateurs : 5 806 Arbitrage : Kim Jong-hyeok |